# Erg Ferradj
Erg Ferradj est une commune de la wilaya de Béchar en Algérie.

## Géographie

### Situation
Le territoire de la commune d'Erg Ferradj est situé à l'ouest de la wilaya de Béchar.
| ? (Maroc) | Meridja                    | Abadla                     |
| ? (Maroc) | Erg Ferradj                | Abadla                     |
| Tabelbala | Mechraa Houari Boumedienne | Mechraa Houari Boumedienne |

### Localités de la commune
Lors du découpage administratif de 1984, la commune d'Erg Ferradj est constituée des localités suivantes : Erg Ferradj, Guir Lotfi et Hassi Menounat.